# John Paxson
John MacBeth Paxson (* 29. September 1960 in Dayton, Ohio, Vereinigte Staaten) ist ein ehemaliger US-amerikanischer Basketballspieler in der NBA. Der 1,88 Meter große Paxson spielte die Position des Point Guard und war Teil jener Chicago-Bulls-Mannschaften, die zwischen 1991 und 1993 drei NBA Titel in Folge gewannen (Threepeat). Gegenwärtig ist er General Manager dieses Basketballvereins.

## Spielerkarriere
Paxson wurde im NBA-Draft von 1983 an 19. Stelle von den San Antonio Spurs gezogen, wo er nach zwei enttäuschenden Jahren zu den Chicago Bulls von Superstar Michael Jordan transferiert wurde. Nach einem weiteren Jahr als Bankdrücker etablierte er sich in der Saison 1986-7 als startender Point Guard, der nun pro Spiel auf 11 Punkte und 6 Vorlagen kam. Der für einen Point Guard groß gebaute Paxson wurde in dieser Zeit für seine Verteidigungsarbeit und seine hohe Trefferquote bekannt, da er knapp die Hälfte seiner Würfe und über ein Drittel seiner Dreipunktwürfe versenkte. Nachdem die Bulls unter Trainer Doug Collins immer wieder an den Detroit Pistons gescheitert waren, übernahm Phil Jackson 1989–90 das Ruder. Gemeinsam mit Jackson, Jordan, Abräumer Horace Grant und Allrounder Scottie Pippen wurde Paxson 1991 mit den Bulls im Alter von 31 Jahren endlich Meister. Paxson trug dazu mit 7 Punkten und 3 Vorlagen pro Spiel bei. 1992 wiederholten die Bulls ihr Meisterstück, und wieder war Paxson Stammspieler. Bei der Hattrick-Meisterschaft 1993 hatte Paxson im sechsten und letzten Finalspiel seinen großen Moment, als er beim Stand von 96 zu 98 einen Dreipunktwurf 3,9 Sekunden vor Schluss versenkte und somit den alles entscheidenden Korb erzielte. Im Jahre 1994 trat er im Alter von 33 Jahren zurück.

## Managementkarriere
Paxson wurde nach einigen Jahren abseits der NBA im Jahre 2003 General Manager seines alten Klubs, der Chicago Bulls. Er führte durch mehrere kluge Transfers das schwächelnde Team aus dem Keller der Liga und zurück in die Playoffs. Auf sein Konto gehen die Draft-Verpflichtungen bzw. Transfers von Leistungsträgern wie Kirk Hinrich, Ben Gordon, Luol Deng, Chris Duhon oder Andrés Nocioni.

## Privatleben
Paxson ist Sohn von Jim Paxson senior und Bruder von Jim Paxson junior, die beide ebenfalls in der NBA spielten.